# Chiesa di San Pietro (Davagna)
La chiesa di San Pietro è un luogo di culto cattolico situato nel comune di Davagna, in via Giovanni De Mari, nella città metropolitana di Genova. La chiesa è sede della parrocchia omonima del vicariato Medio - Alto Bisagno dell'arcidiocesi di Genova.

## Storia

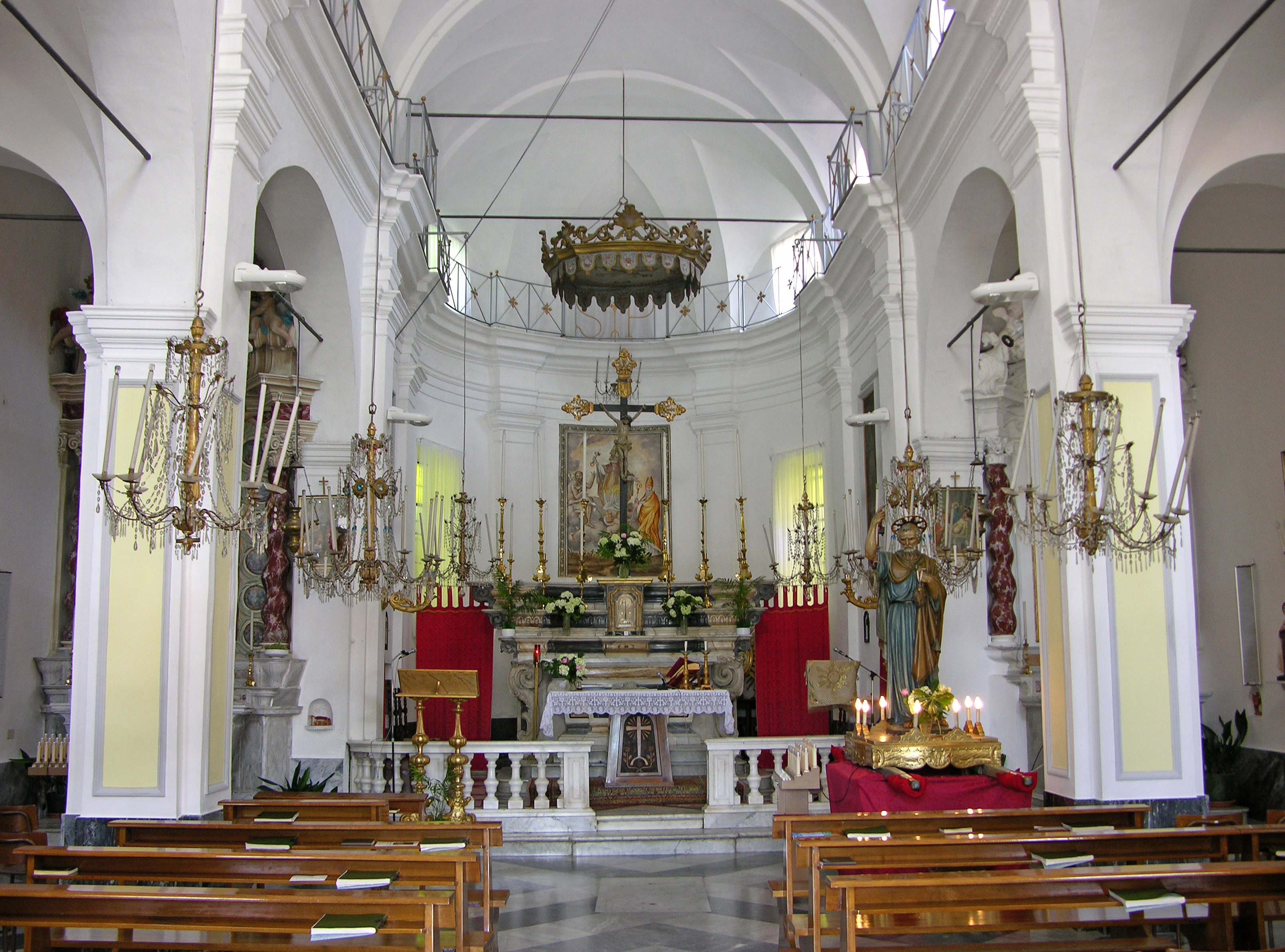
Interno della chiesa

Sita nella frazione capoluogo di Davagna, è menzionata per la prima volta in un atto notarile del 4 dicembre del 1198, in cui risulta che esistesse già una chiesa primitiva. Localmente è conosciuta anche con l'appellativo di "chiesa di Vineamediana".
Il 17 dicembre del 1351 l'arcivescovo di Genova Bertrando Bessaduri unì le parrocchie di Davagna, San Colombano di Moranego e San Tomaso di Boasi (Lumarzo) in un unico rettorato. Fu monsignor Cipriano Pallavicino nel 1580 a smembrare le due comunità di Moranego e Davagna in due distinte comunità parrocchiali.
Solo due documenti storici, conservati presso l'archivio storico della curia, hanno testimoniato alcuni avvenimenti in una pausa storica lunga quasi 135 anni, dal 1475 al 1610. Secondo alcuni storici locali la chiesa fu elevata al titolo di parrocchiale nel 1580. A seguito degli eventi seguiti alla tremenda epidemia di peste, che sconvolse il paese tra il 1656 e il 1657, venne distrutto l'antico archivio e di conseguenza le registrazioni furono riprese solo dopo tale data.
La chiesa fu ricostruita nel XVIII secolo a tre navate e il 23 aprile del 1709, finiti i lavori, fu benedetta dall'arciprete di Rosso Andrea Ricca.